# Espèce panchronique
« Fossile vivant »

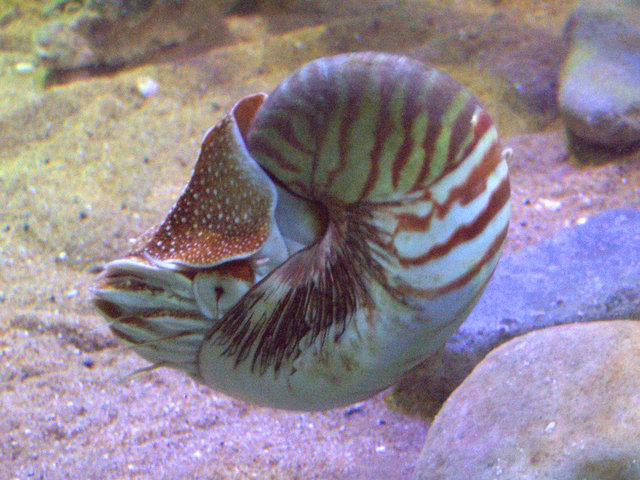
Un exemple bien connu d'espèce panchronique : le nautile (ici Nautilus pompilius).

Une espèce est dite panchronique quand elle est présente actuellement et ressemble morphologiquement à des espèces éteintes, identifiées sous la forme de fossiles. On parle parfois aussi de « fossile vivant » ou, plus correctement, d'une espèce relique.

## Des fossiles vivants?
Employée à deux reprises par Charles Darwin dans L'Origine des espèces (1859), l’expression « fossile vivant » a connu une grande popularité au XXe siècle, peut-être liée au fait que certains taxons, comme les cœlacanthes, furent d'abord connus par des formes apparentées fossiles avant qu’on ne découvre les espèces actuelles. Outre le fait qu’elle est un oxymore (puisqu’un fossile est le reste minéralisé d’un organisme mort), la notion qu’elle véhicule (une supposée absence d'évolution) est aujourd’hui considérée comme obsolète et trompeuse et il vaut mieux parler d'« espèce-relique » car la similitude morphologique externe n’empêche pas les évolutions des organes internes, de la physiologie ou des comportements - seule la forme est panchronique, pas l'espèce. Néanmoins la notion et l’expression « fossile vivant » peuvent encore être rencontrées dans la presse généraliste.
Pierre-Paul Grassé tire argument des espèces panchroniques pour contester l’idée selon laquelle l’évolution des espèces serait le produit des mutations génétiques et de la sélection naturelle, puisque ces espèces, dont certaines sont fort anciennes, subissent aussi des mutations depuis des temps reculés et puisque leur environnement a également beaucoup été modifié sans pour autant qu’elles-mêmes changent de manière significative. Mais ce point de vue néglige l’anatomie interne et a fortiori le patrimoine génétique de ces espèces, qui varie et évolue au cours du temps, comme le notent Guillaume Lecointre et Hervé Le Guyader, qui soulignent que l’apparente stabilité morphologique des espèces panchroniques ne concerne que leur morphologie externe globale.
Même la stabilité morphologique des espèces panchroniques est à présent contestée : pour les cœlacanthes par exemple, il n’existe aucun fossile des espèces actuelles ni même du genre Latimeria (seul genre actuel). Les espèces fossiles de Cœlacanthiformes les plus proches de Latimeria, telles celles du genre Macropoma éteint depuis environ 100 millions d’années, sont morphologiquement très différentes des cœlacanthes actuels. Non seulement les cœlacanthes actuels ont une taille très supérieure au mètre (contre 60cm maximum pour Macropoma) mais les os qui peuvent être comparés (notamment au niveau de la face et de la base des nageoires) sont extrêmement dissemblables.
Autre exemple : en 2007, le squelette interne fossile d’une nageoire de Sarcoptérygien du Dévonien a pu être observé pour la première fois. Or si la nageoire ressemble, vaguement et de façon externe, à celle d'un cœlacanthe actuel, son squelette interne est asymétrique (comme celui des Actinoptérygiens actuels) et non pas symétrique comme celui des sarcoptérygiens actuels (cœlacanthes, dipneustes, tétrapodes). En d’autres termes, si l’aspect externe d’une nageoire de Cœlacanthe est proche des Sarcoptérygiens du Dévonien, son anatomie en revanche a subi des remaniements substantiels.
De même, chez les Limules, certaines études montrent qu'un grand nombre de caractères moléculaires distinguent les organismes actuels des espèces éteintes, même morphologiquement proches.
Enfin, un article paru en 2012 dans Current Biology met à bas l’idée que le cœlacanthe actuel n’évoluerait plus: les populations actuelles de Latimeria chalumnae d'Afrique de l’Est présentent en effet des différences génétiques significatives avec leur population-mère située aux Comores.
En d’autres termes, loin d’être en stase évolutive, les cœlacanthes actuels continuent à s’adapter activement à leur environnement.
C'est pourquoi aucune espèce est « plus » ou « moins » évoluée : toutes les espèces qui vivent sur Terre sont toutes aussi évoluées. Les expressions de « fossiles vivants » ou d'espèces « panchroniques » sont trompeuses « car elles laissent penser que ces espèces n'auraient pas connu de modifications évolutives depuis des dizaines de millions d'années, ce qui n'est absolument pas le cas ».

## Une liste d'espèces panchroniques

### Espèces animales
- Les amblypyges.
- Les Acipenseridae.
- Les Blattes.

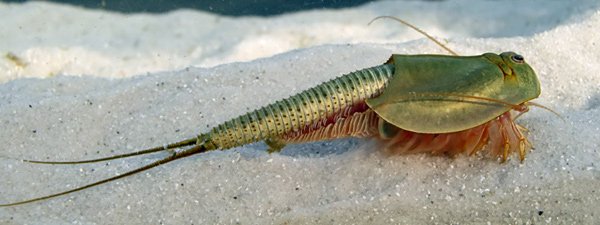
Un triops.

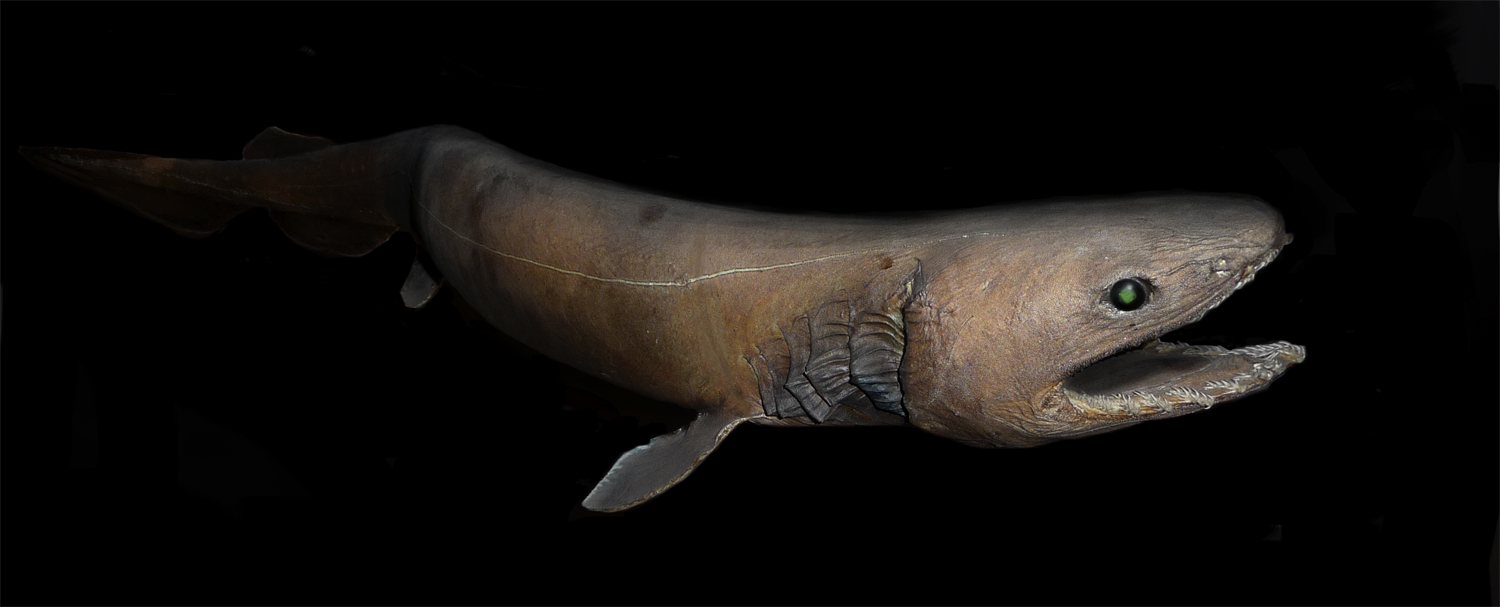
Un requin-lézard.

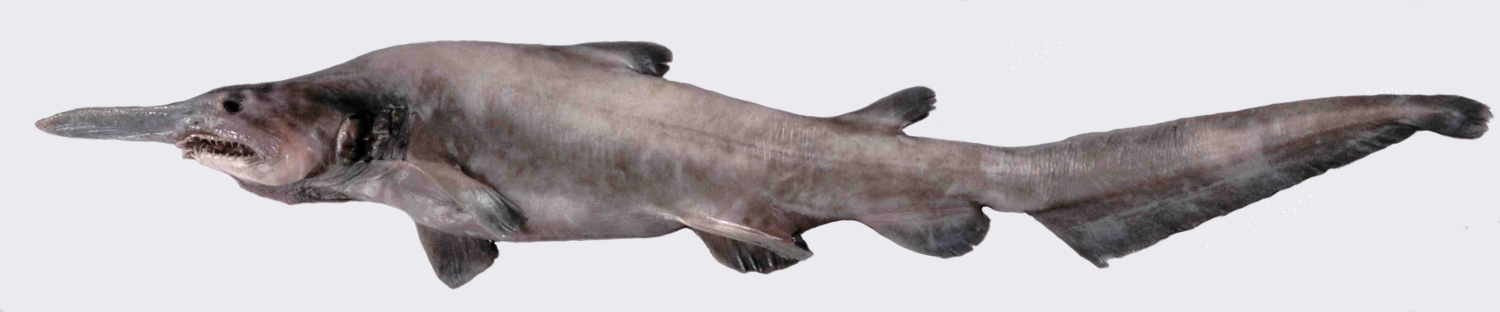
Un requin-lutin.

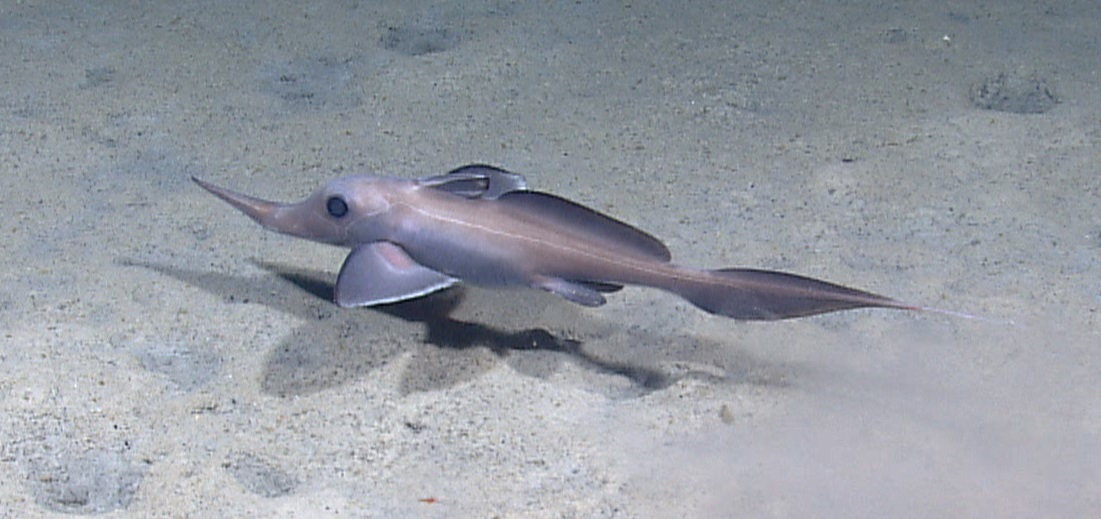
Une chimère.

- Les brachiopodes, groupe très abondant au Paléozoïque et supposé éteint à la fin du Permien, mais dont des spécimens vivants furent trouvés au XXe siècle, principalement en eaux froides ou abyssales.
- Les chimères.
- Les cœlacanthes, longtemps considérés comme disparus, dont l'espèce Latimeria chalumnae a été retrouvée dans les grandes profondeurs près de l'archipel des Comores et aussi dans la Baie de Sodwana (Afrique du Sud), à 800 km au nord-est de sa première découverte.
- Les crinoïdes.
- Les dipneustes comme Neoceratodus forsteri, derniers représentants d'un taxon florissant au Paléozoïque et au Mésozoïque.
- Les glyphéides.
- Les « grenouilles violettes » découvertes en 2003.
- L'Hattéria ou Sphénodon, reptile confiné sur quelques îlots de Nouvelle-Zélande, unique survivant de l'ordre des Rhynchocéphales.
- La Limule, arthropode chélicériforme marin (ressemblant aux trilobites disparus dont elle fut contemporaine, mais sans lien direct).
- Le Nautile, mollusque Coleoidé (ressemblant aux ammonites disparues, dont ils sont de proches parents).
- Le gastéropode Neopilina, mollusque monoplacophore, trouvé par 4 000 mètres de fond dans le golfe de Panama en 1950, qui fait partie d'un groupe que l'on considérait comme éteint depuis 350 Ma.
- Les Odonates.
- Les « oursins de cuir », ordre d'oursins mous très abondants au Jurassique et communs dans le registre fossile de cette ère en Europe (notamment du genre Echinothuria). Ce n'est qu'en 1868 qu'Adolph Grube décrit la première espèce vivante de cet ordre supposé éteint depuis des millions d'années, l'« oursin de feu » Asthenosoma varium (espèce tropicale de l'Indo-Pacifique). Plusieurs autres suivront, notamment des espèces abyssales[10].
- Les priapuliens.
- Le requin « lézard ».
- Le requin « lutin ».
- Les Trigonies, mollusques bivalves, autrefois répandus dans toutes les mers et qui n'existent plus que sur les côtes de Tasmanie.
- Les Triops.
- Les « vampires » des abysses.

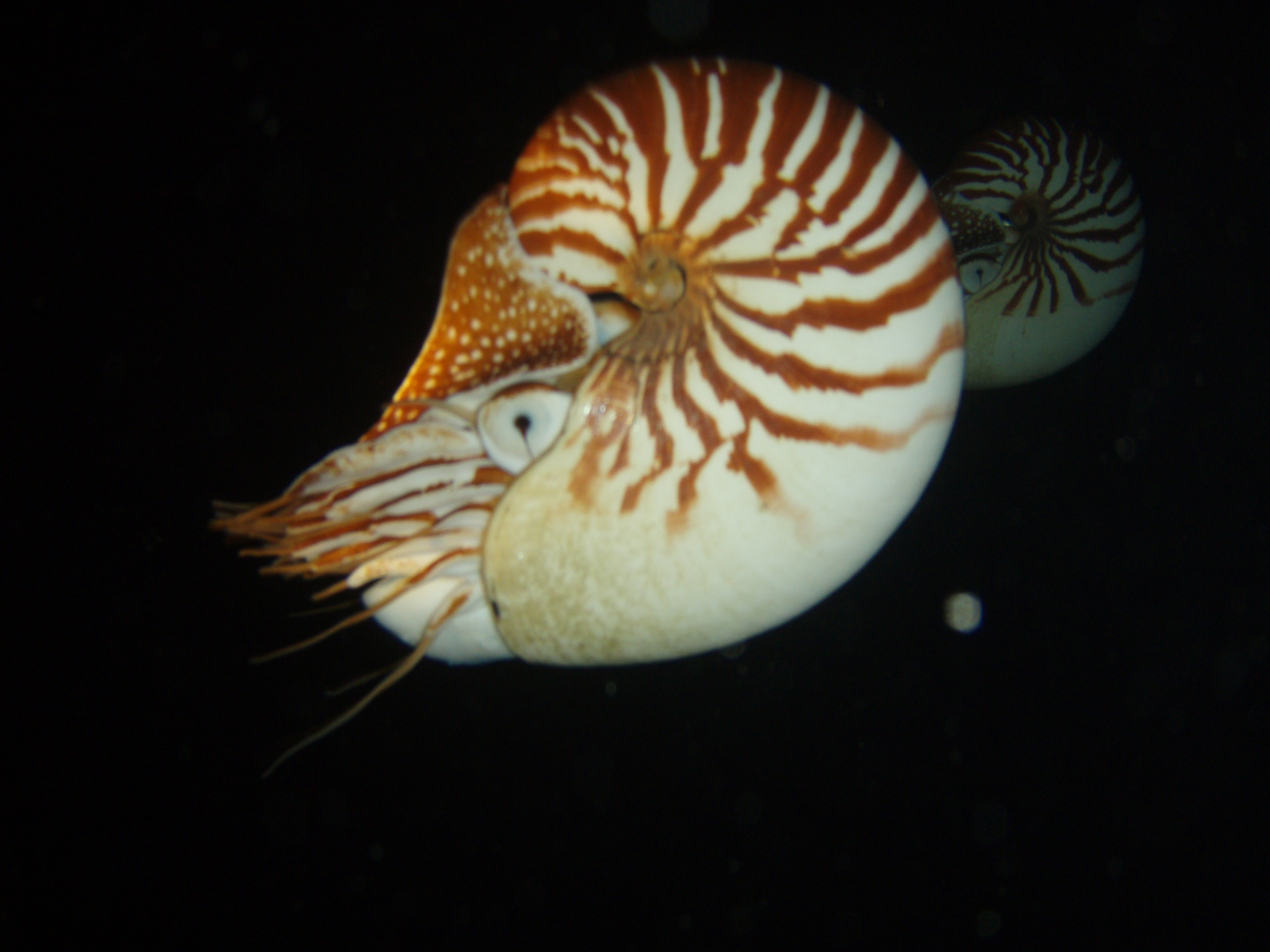
Des nautiles
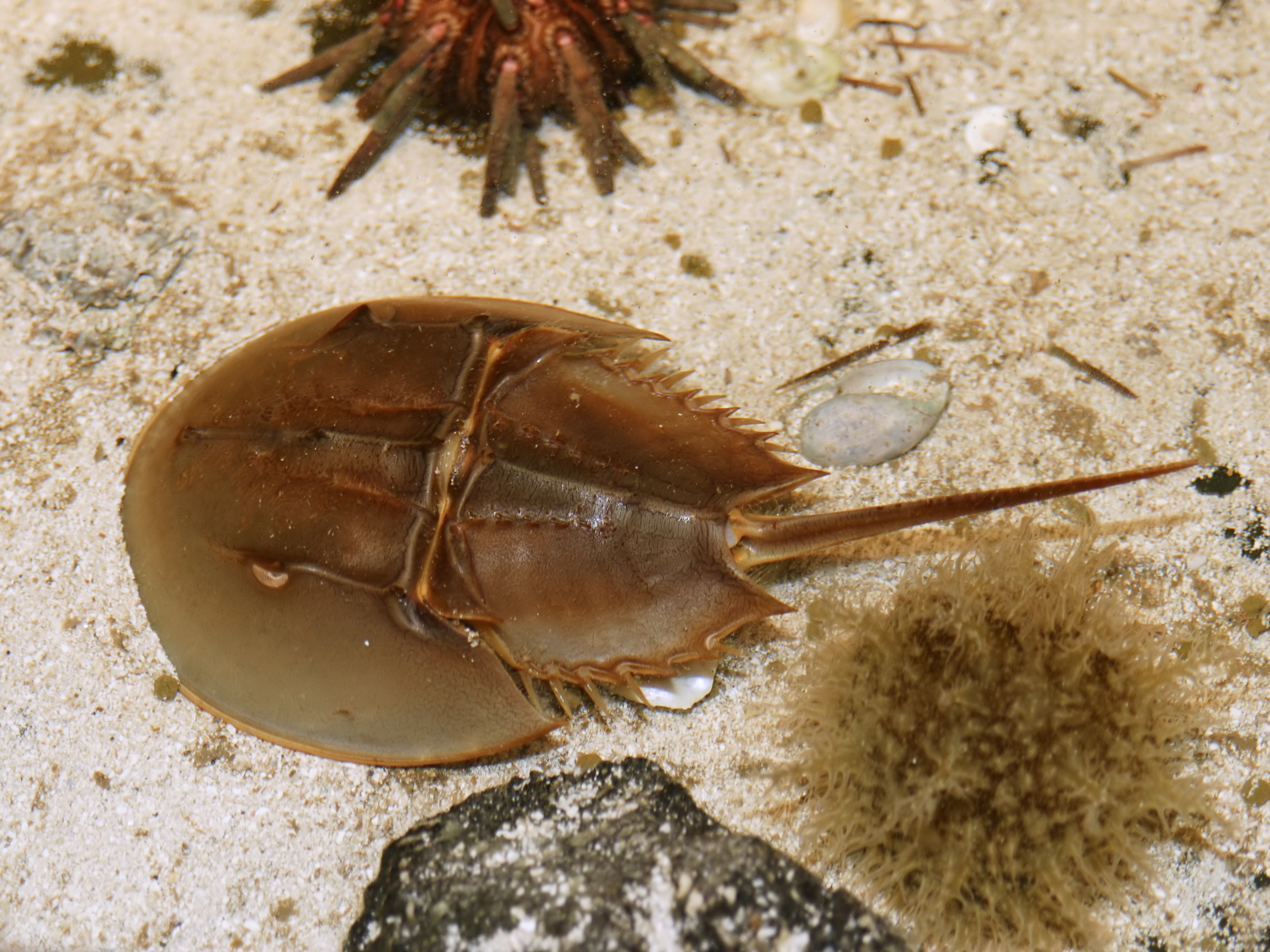
Une limule
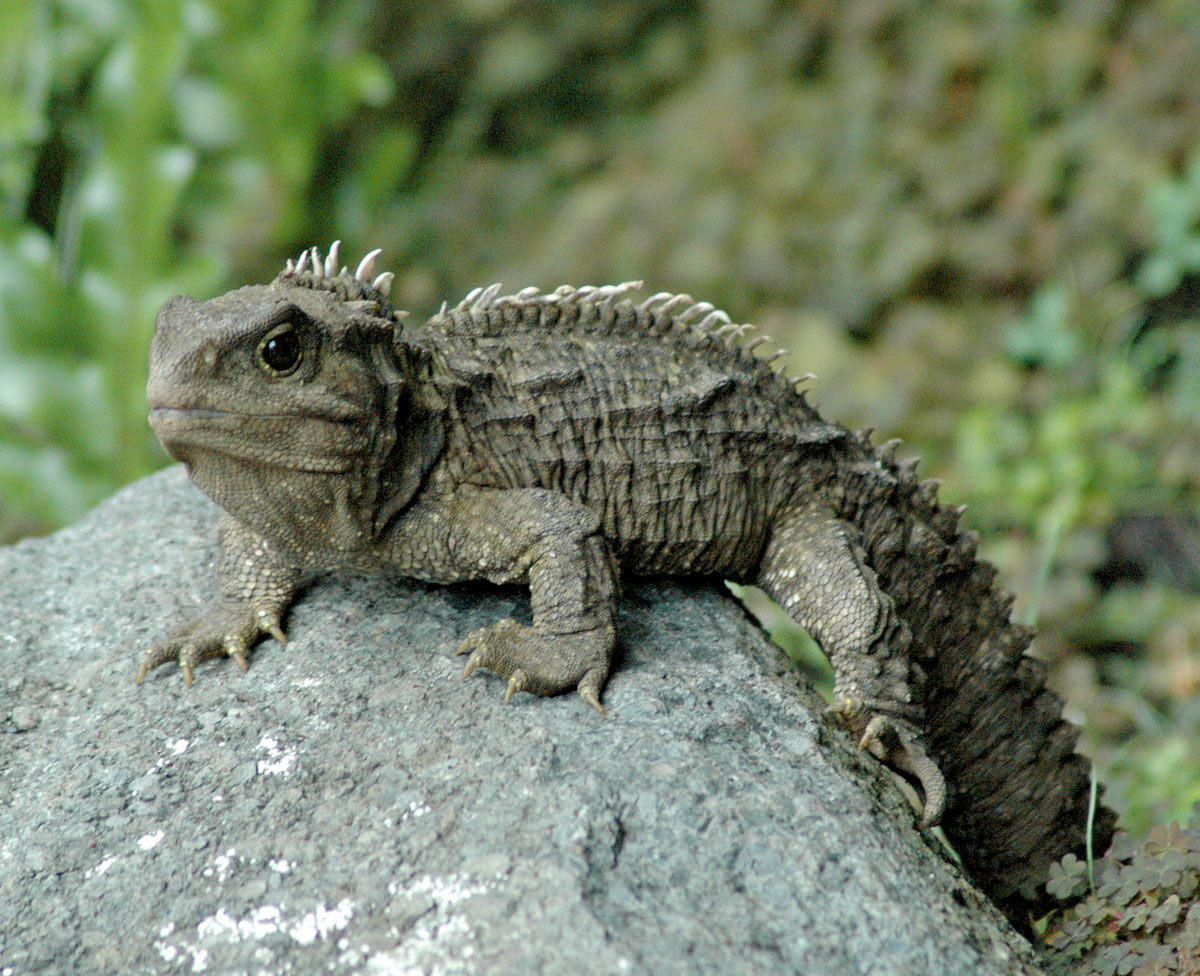
Un sphénodon
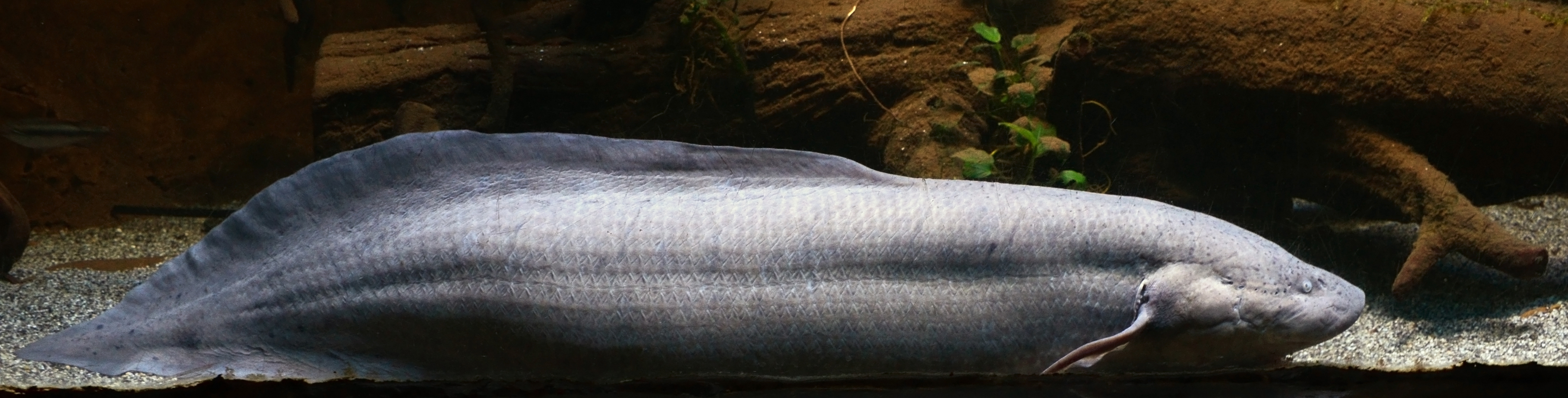
Un dipneuste
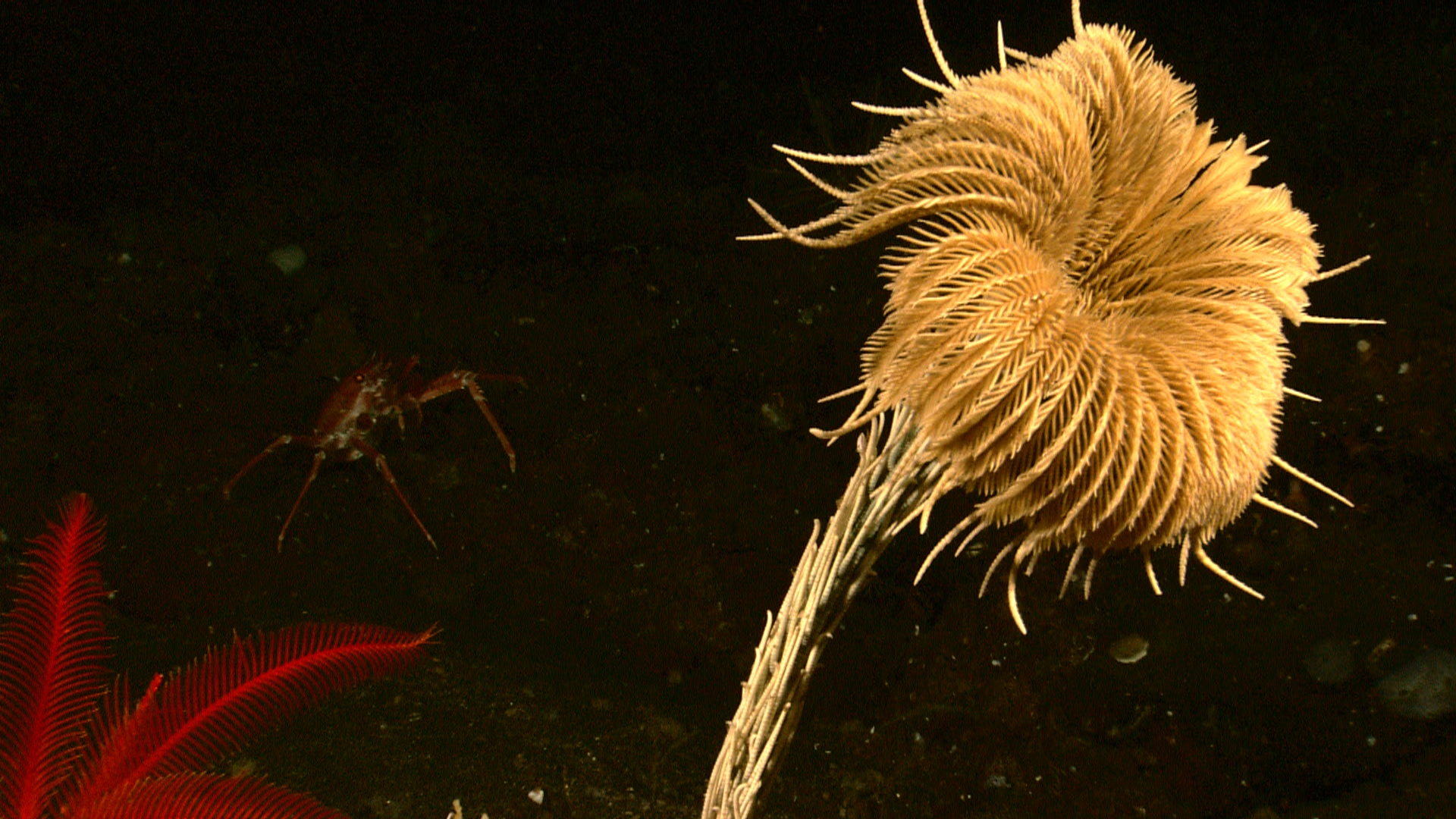
Un crinoïde fixe
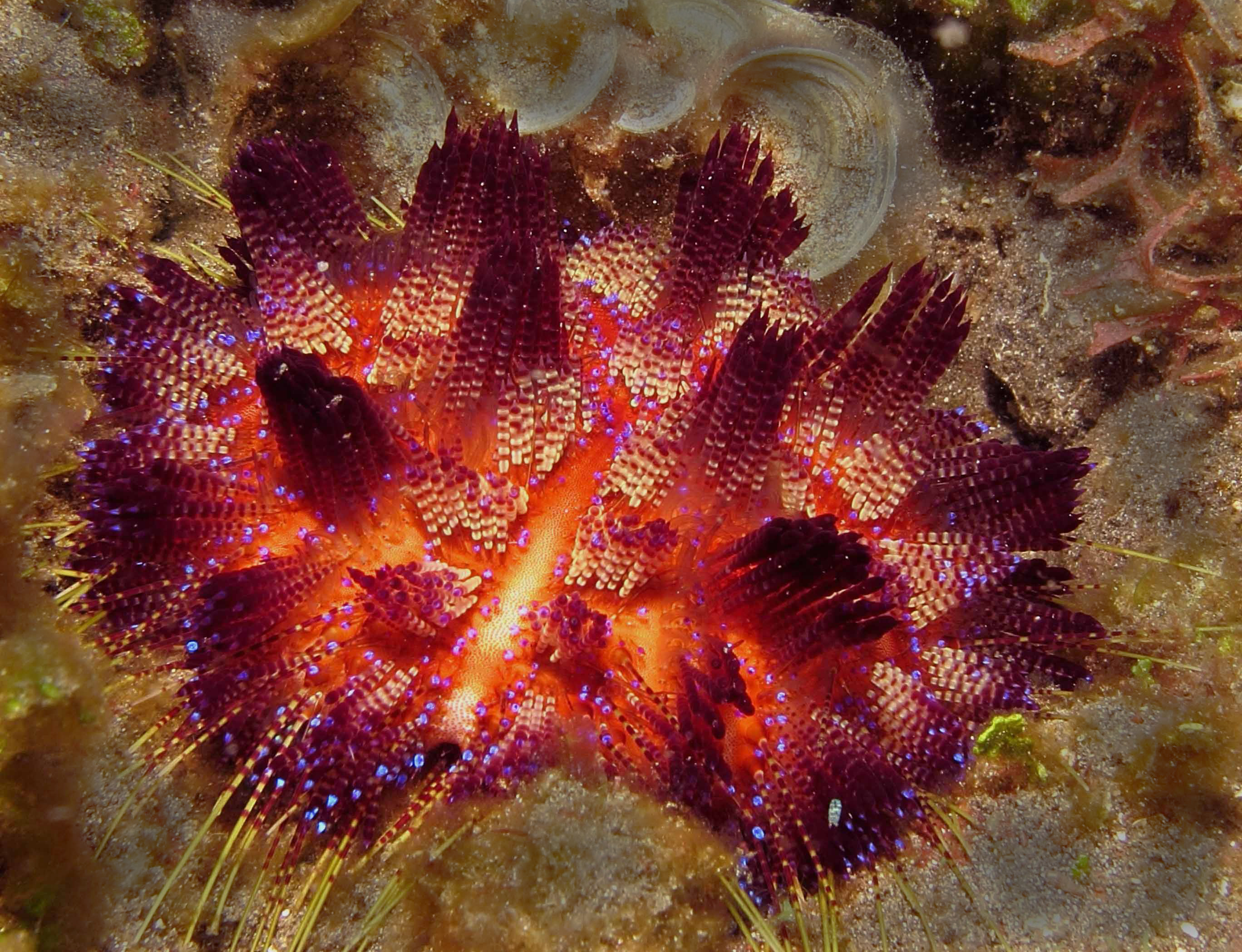
Un oursin de cuir
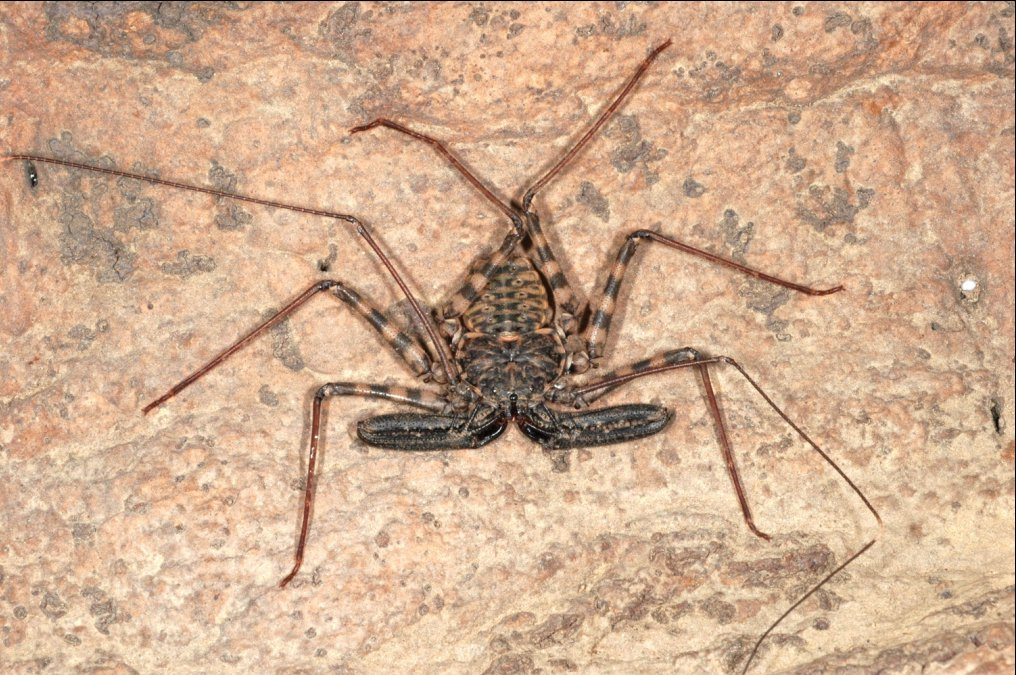
Un amblypyge
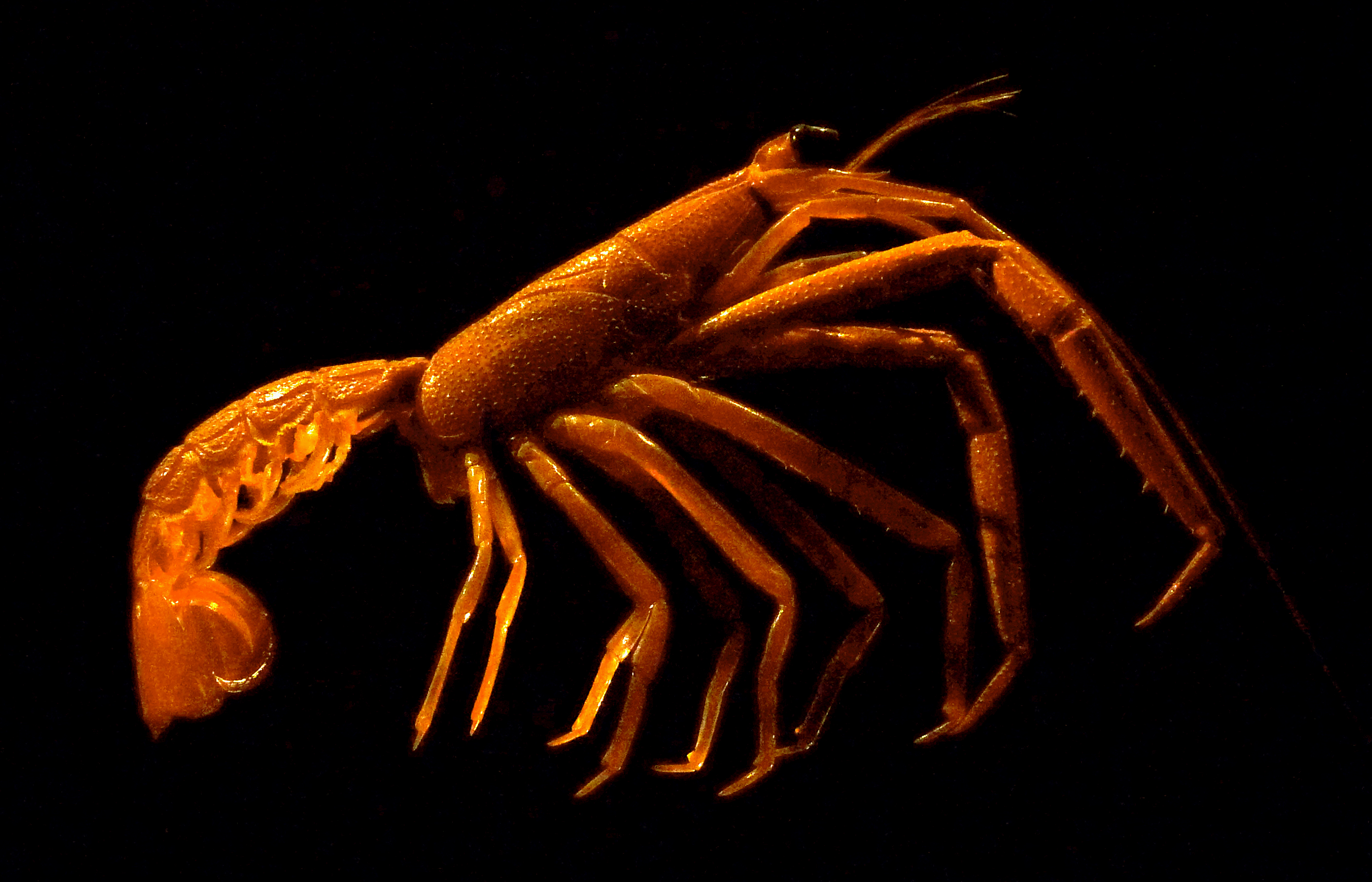
Un glyphéide
Un brachiopode
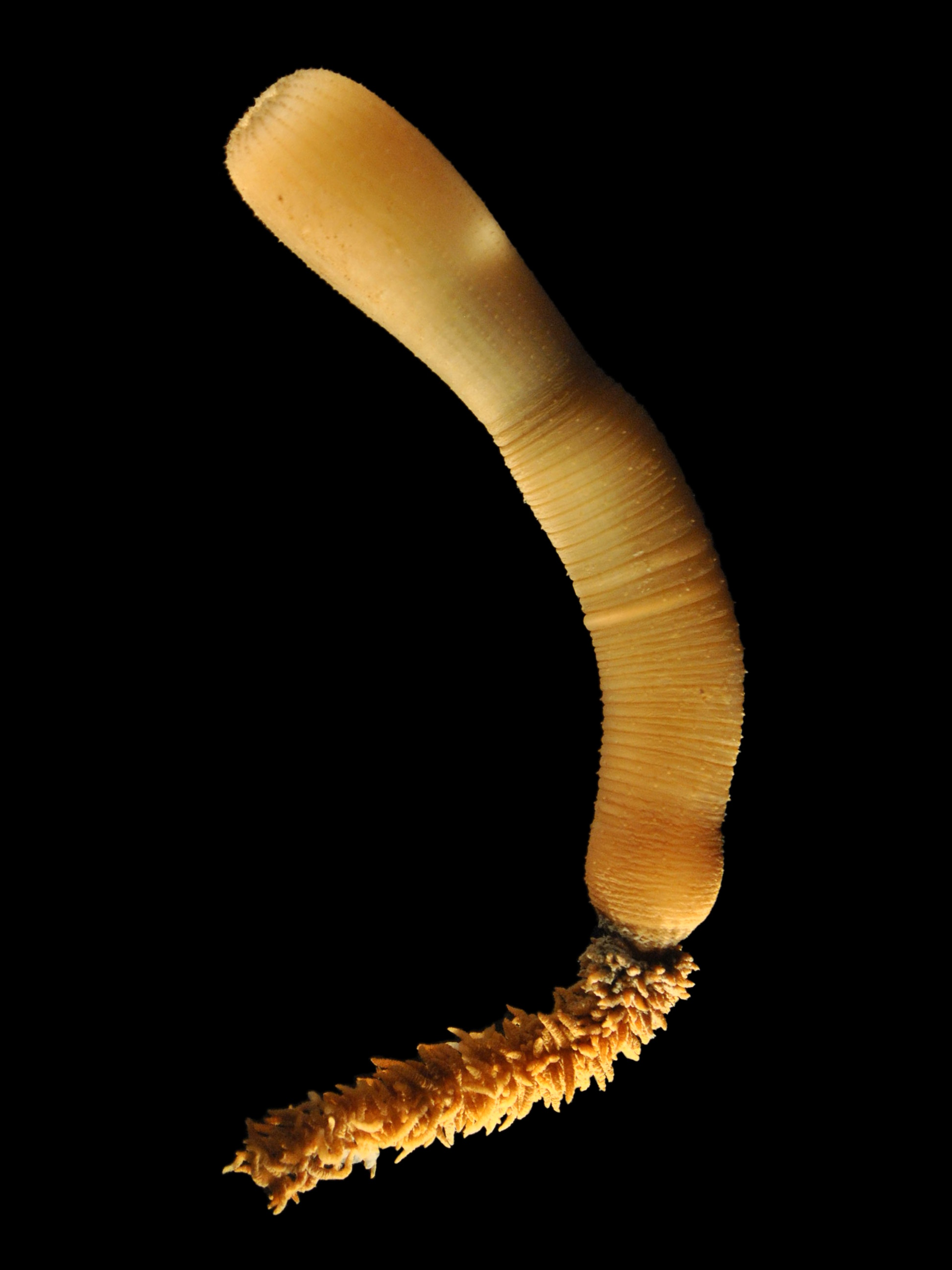
Un priapulien

### Espèces végétales
- Le séquoïa Metasequoia glyptostroboides.
- Ginkgo biloba.
- Le welwitschia.
- Wollemia nobilis
- Le genre Equisetum.